# Joan Rivers: A Piece of Work
Joan Rivers: A Piece of Work ist ein 2010 erschienener Dokumentarfilm über das Leben und die Karriere der Komödiantin Joan Rivers. Am 25. Januar 2010 wurde der Film während des Sundance Film Festival 2010 vorgestellt. Veröffentlicht wurde die Dokumentation am 11. Juni 2010 in den Vereinigten Staaten.
Ein Filmteam begleitete Joan Rivers 14 Monate lang durch ihren Alltag und zeichnete Auftritte und Reisen sowie Feiern und das Privatleben der Komikerin auf. Die eindrucksvollsten Mitschnitte wurden im Film verwendet.

## Besetzung
| - Joan Rivers - Kathy Griffin - Melissa Rivers - Don Rickles    | \| - George Burns - George Carlin - Johnny Carson - Phyllis Diller \| - Annie Duke - Edgar Rosenberg - Jon Stewart - Donald Trump \| - Denis Leary - Jack Paar \| |                           |
| - George Burns - George Carlin - Johnny Carson - Phyllis Diller | - Annie Duke - Edgar Rosenberg - Jon Stewart - Donald Trump | - Denis Leary - Jack Paar |

## Hintergrund
Die Herstellungsfirma der Dokumentation ist Break Thru Films. Dezentralisiert wurde der Film von IFC Films. Während der ersten Woche nach seiner Veröffentlichung spielte der Film 164.351 US-Dollar in nur sieben Kinos ein. Insgesamt beliefen sich die Einspielergebnisse auf 2.930.687 US-Dollar. Am 14. Dezember 2010 erschien der Dokumentarfilm zusammen mit dem Trailer, 10 unveröffentlichten Szenen und Werbe-Spots für die Region 1 (Vereinigte Staaten, Kanada, Bermuda, Karibik und weitere US-amerikanische Territorien) auf DVD und Blu-ray Disc.

### Soundtrack
Die Musik für den Film schrieb der US-amerikanische Musiker Paul Brill. Veröffentlicht wurde der O.S.T. am 20. Juni 2010 und ist als Download erhältlich.
| Nr.          | Titel                                                  | Länge |
| ------------ | ------------------------------------------------------ | ----- |
| 1.           | Opening Theme (mit Amber Rubarth)                      | 01:39 |
| 2.           | Billy Introduction (mit Amber Rubarth)                 | 01:25 |
| 3.           | Joan’s Jokes                                           | 01:44 |
| 4.           | Happy Birthday (mit Amber Rubarth)                     | 01:21 |
| 5.           | Marie Antoinette (mit Amber Rubarth)                   | 01:47 |
| 6.           | Tony Discussion                                        | 01:20 |
| 7.           | Edgar’s Theme                                          | 02:07 |
| 8.           | Press Junkit (mit Amber Rubarth)                       | 00:22 |
| 9.           | Edingburgh                                             | 01:12 |
| 10.          | Premiere Party (mit Amber Rubarth)                     | 00:42 |
| 11.          | Looking Back Theme                                     | 00:43 |
| 12.          | What Do We Do Monday? (mit Amber Rubarth)              | 00:39 |
| 13.          | Bad Reviews                                            | 00:59 |
| 14.          | Thanksgiving (mit Amber Rubarth)                       | 01:08 |
| 15.          | Talking Celebrity Apprentice                           | 00:42 |
| 16.          | Funniest Jewess                                        | 01:24 |
| 17.          | Pre-Kennedy Awards (mit Amber Rubarth)                 | 00:32 |
| 18.          | Comedy Central Prep (mit Amber Rubarth)                | 00:32 |
| 19.          | Wisconsin (mit Amber Rubarth)                          | 01:05 |
| 20.          | Pre-Show Wisconsin                                     | 01:02 |
| 21.          | Celebrity Apprentice Winning Theme (mit Amber Rubarth) | 02:02 |
| 22.          | I’d Like to Beat Them All                              | 01:32 |
| 23.          | End Credits (mit Amber Rubarth)                        | 01:53 |
| Gesamtlänge: | Gesamtlänge:                                           | 23:52 |

## Auszeichnungen
Denver Film Critics Society 2010

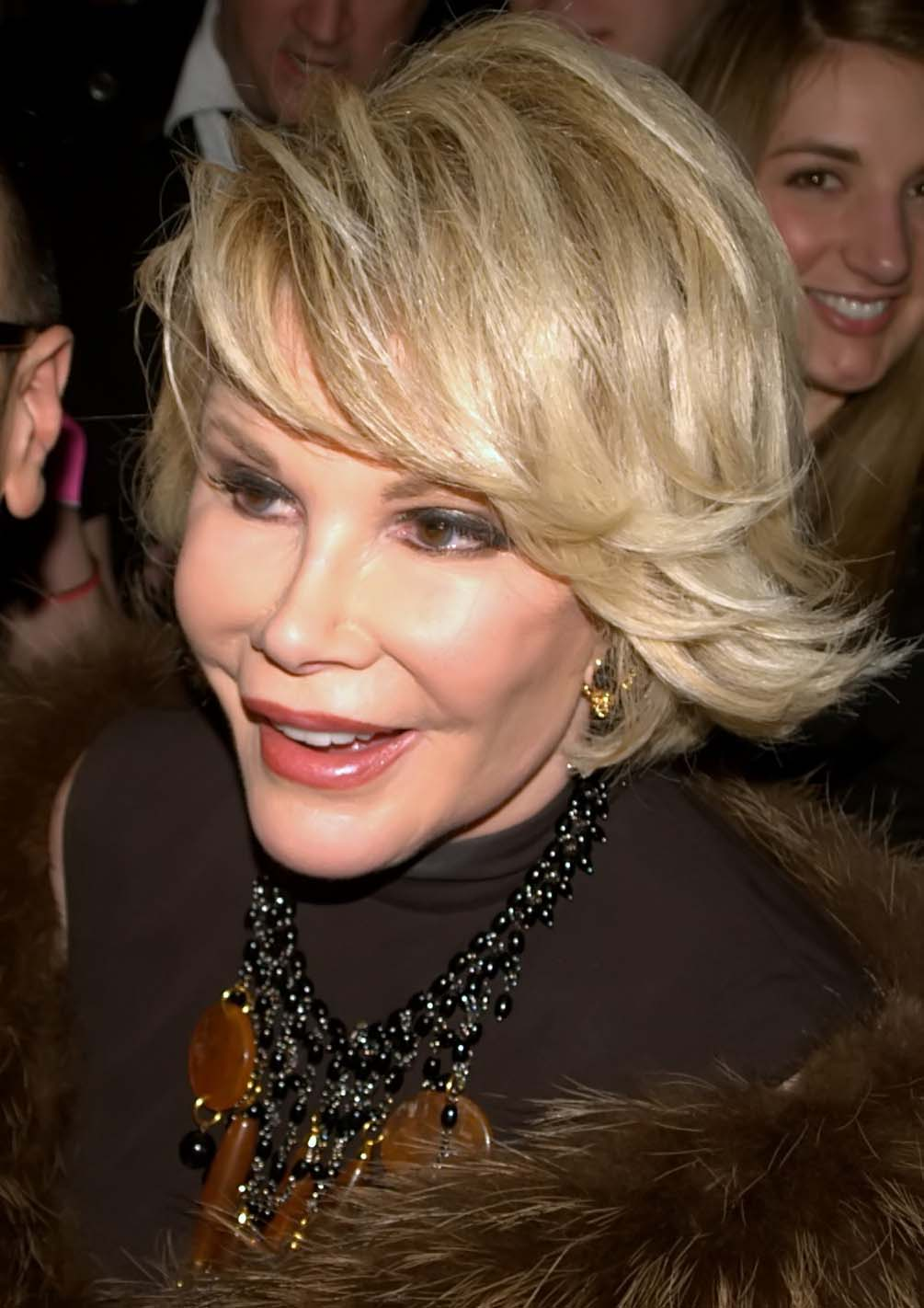
Joan Rivers im Jahr 2010

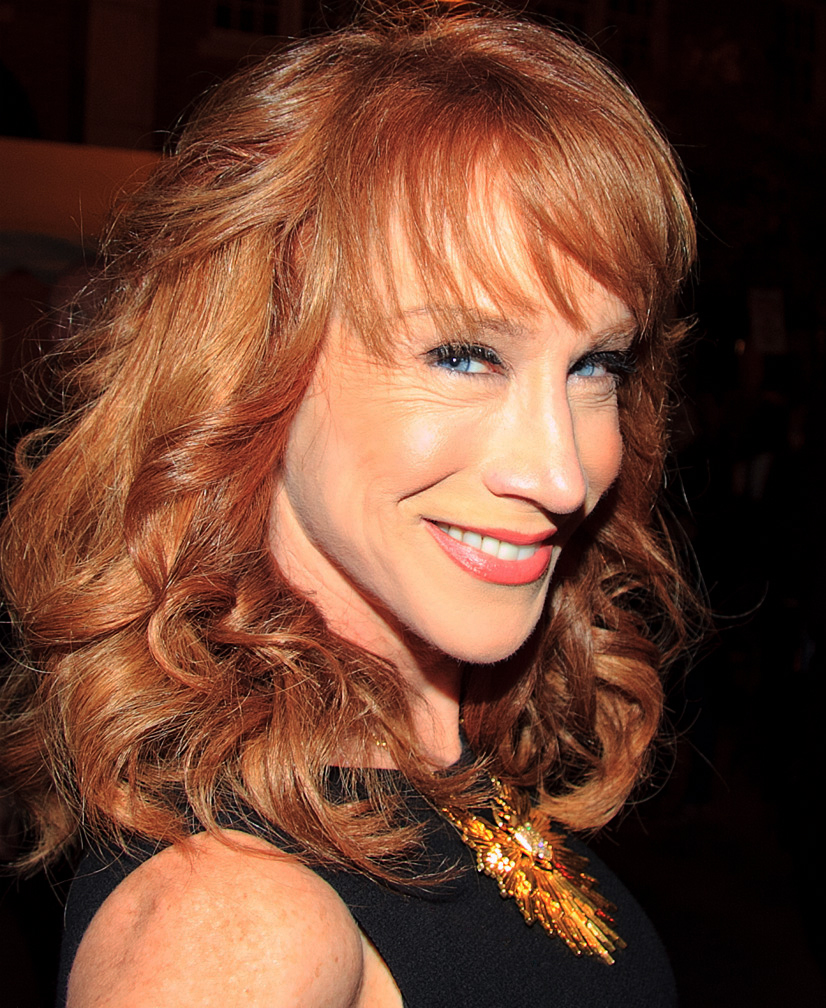
Kathy Griffin im Jahr 2011

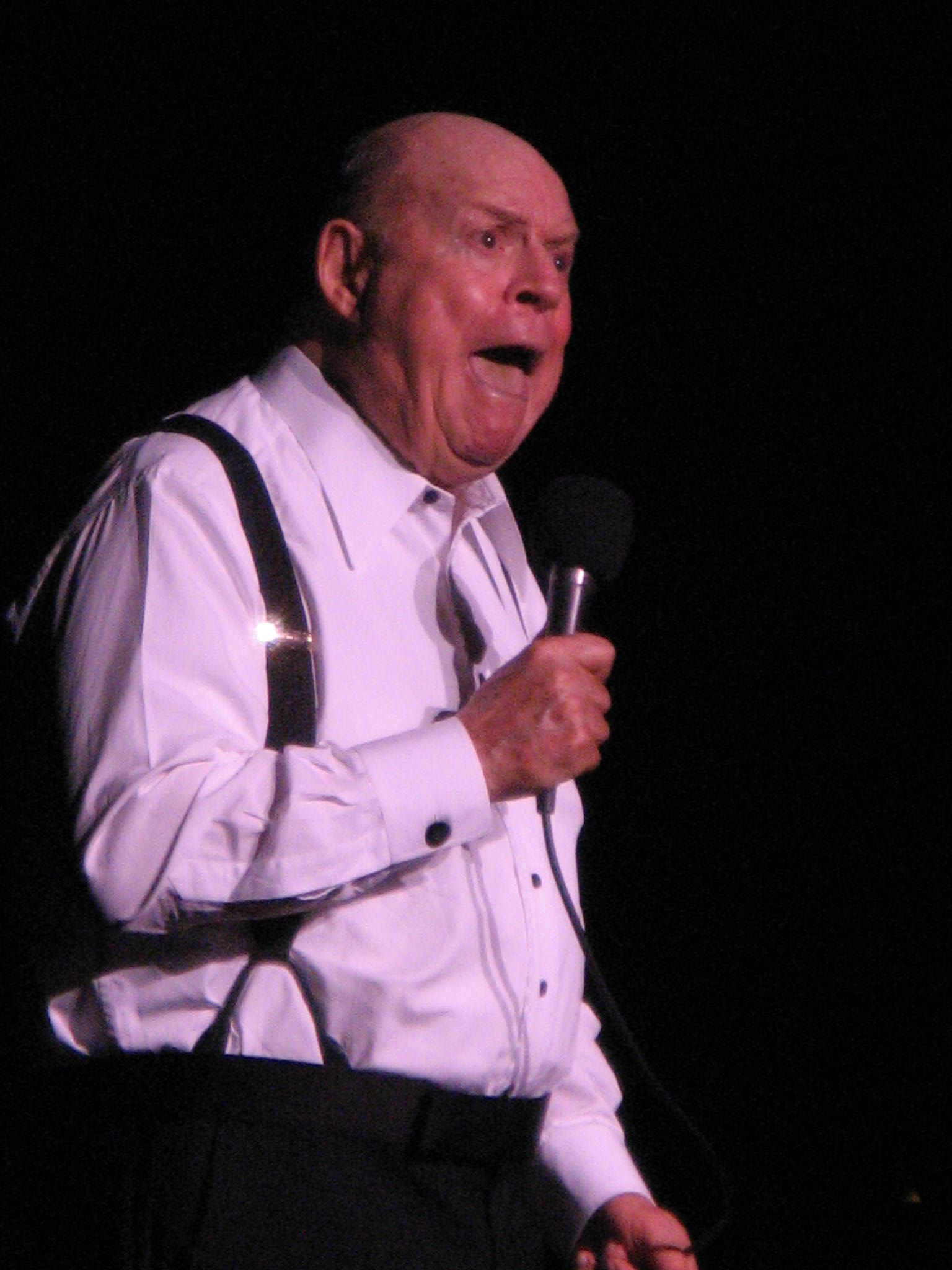
Don Rickles im Jahr 2008

- Nominierung in der Kategorie „Best Documentary Film“ für Joan Rivers: A Piece of Work

Alliance of Women Film Journalists 2010
- Nominierung in der Kategorie „Best Documentary Feature Film“ für Ricki Stern und Anne Sundberg

Utah Film Critics Association Awards 2010
- Nominierung in der Kategorie „Best Documentary Feature Film“ für Joan Rivers: A Piece of Work

North Texas Film Critics Association, US 2010
- Zweiter Platz in der Kategorie „Best Documentary“ für Ricki Stern und Anne Sundberg

National Board of Review Award, USA 2010
- NBR Award in der Kategorie „Top Five Documentaries“ für Joan Rivers: A Piece of Work

Satellite Awards 2010
- Nominierung in der Kategorie „Best Motion Picture, Documentary“ für Joan Rivers: A Piece of Work

Sundance Film Festival 2010
- Editing Award in der Kategorie „Documentary“ für Penelope Falk
- Nominierung für den Grand Jury Prize in der Kategorie „Documentary“ für Ricki Stern und Anne Sundberg

Central Ohio Film Critics Association 2011
- Zweiter Platz in der Kategorie „Best Documentary“ für Joan Rivers: A Piece of Work

Cinema Eye Honors Awards, US 2011
- Cinema Eye Audience Choice Prize für Ricki Stern und Anne Sundberg

International Cinephile Society Awards 2011
- Nominierung in der Kategorie „Best Documentary“ für Joan Rivers: A Piece of Work

Gay and Lesbian Entertainment Critics Association (GALECA) 2011
- Dorian Award in der Kategorie „Documentary of the Year“ für Joan Rivers: A Piece of Work

Broadcast Film Critics Association Awards 2011
- Nominierung in der Kategorie „Best Documentary Feature“ für Ricki Stern und Anne Sundberg

Chlotrudis Awards 2011
- Nominierung in der Kategorie „Best Documentary“ für Joan Rivers: A Piece of Work

News & Documentary Emmy Awards 2011
- Nominierung in der Kategorie „Outstanding Arts & Culture Programming“ für Ricki Stern, Anne Sundberg, Seth Keal und Showtime

Online Film Critics Society Awards 2011
- Nominierung in der Kategorie „Best Documentary“ für Joan Rivers: A Piece of Work

## Rezeption

### Kritikerstimmen
Filmkritikerin Betsy Sharkey der Los Angeles Times bezeichnet den Dokumentarfilm als „aufschlussreich“ („revealing documentary“) und findet, dass Joan Rivers „abwechselnd traurig, bitterkalt, wahnsinnig komisch und ungebrochen“ („by turns blue, bitter, hilarious, unbroken“) sei. Abschließend formulierte Sharkey, dass es sich bei diesem Film um ein „Hollywood-Portrait“ mit „unendlicher Ambition“ („Hollywood-style portrait in infinite ambition“) handele.
Kritiker Michael O’Sullivan von der Washington Post findet, dass Rivers Einfluss und Intelligenz gut zum Ausdruck kommt. Er kritisierte jedoch, dass der Film Rivers Unsicherheiten, die ihren wütenden Humor ausmachen, nicht beleuchtet wurden. The New York Times Kritikerin Manohla Dargis bezeichnet die Dokumentation als „krampfhaft lustig“ („convulsively funny movie“) und lobte ebenfalls die Filmemacher. Die New York Times zeichnete den Film als Kritiker-Wahl aus.
Marshall Fine von The Huffington Post formulierte zur Dokumentation: „Wie der Film zeigt, ist Sie eine Künstlerin, die ihr eigenes Instrument ist, eine kluge Geschäftsfrau und ein Veteran-Komiker, aber auch eine Frau, deren Leben von unglaublichen Höhen und tragischen Tiefen geprägt wurde. Ich kenne Leute die sie lieben und Leute die sie hassen, aber nachdem man Joan Rivers – A Piece of Work gesehen hat, kann man sie nur noch bewundern.“ („As the movie shows, she is an artist who is her own instrument, a savvy businesswoman and a veteran entertainer, but also a woman whose life has seen amazing highs and tragic lows. I know people who love her and people who hate her. But, no matter how you feel, after seeing Joan Rivers – A Piece of Work, you can’t help but admire her.“)
Peter Travers vom Rolling Stone findet, dass Rivers „abtrünniger Geist den Film vorantreibt“ („Rivers’ renegade spirit animates this movie“) und nicht eine „schüchterne Minute“ („not a timid, sympathy-begging minute in it“) im Film enthalten sei. Außerdem bekäme man nach dem Film das „erheiternde Gefühl, dass Rivers erst noch ihren Höhepunkt erreicht.“ („Even better, you leave Joan Rivers: A Piece of Work with the exhilarating feeling that the lady is just hitting her stride.“) Travers vergab insgesamt dreieinhalb von vier möglichen Sternen für den Film.
Entertainment-Weekly-Kritiker Owen Gleiberman vergab die Note „A“ und vermerkt zum Film, dass man einige faszinierende Dinge über Joan Rivers lerne.
Filmkritiker Roger Ebert vergab dreieinhalb der vier möglichen Bewertungseinheiten für den Film und findet, dass „Joan Rivers: A Piece of Work faszinierend sei und viel Gelächter beinhaltet. Es ist ein Portrait einer Frau, die keine Niederlage hinnimmt, nicht langsamer wird und sich immer wieder beweisen muss.“ („I think “Joan Rivers: A Piece of Work” is fascinating and has a lot of laughs in it. It’s the portrait of a woman who will not accept defeat, who will not slow down, who must prove herself over and again.“) Der Metascore liegt zurzeit bei 79 von 100 Punkten. Der Rotten Tomatoes Wert liegt derzeit bei 91 % bei 94 Kritikerstimmen.

### Kommentare
“I had no idea and I started watching it and from the first frame, you’re hooked. It’s a fascinating look and it’s refreshing, because it’s so candid and the portrait is so endearing and I was greatly pleased.”

„Ich hatte keine Ahnung von dem Film und ich habe ihn angefangen zu schauen und von der ersten Minute an bist Du süchtig. Es ist faszinierender Anblick und erfrischend, weil es so ehrlich und das Portrait so liebenswert ist und ich war begeistert.“